# Gari kenyoniana
Gari kenyoniana is een tweekleppigensoort uit de familie van de Psammobiidae. De wetenschappelijke naam van de soort is voor het eerst geldig gepubliceerd in 1904 door Pritchard & Gatliff.